# Liste der Wappen in der Provinz Pavia
Die Liste der Wappen in der Provinz Pavia beinhaltet alle in der Wikipedia gelisteten Wappen der Orte in der Provinz Pavia in der Region Lombardei in Italien. In dieser Liste werden die Wappen mit dem Gemeindelink angezeigt.

## Wappen der Provinz Pavia

Provinz Pavia
Lage der Provinz in Italien

## Wappen der Gemeinden der Provinz Pavia

Alagna
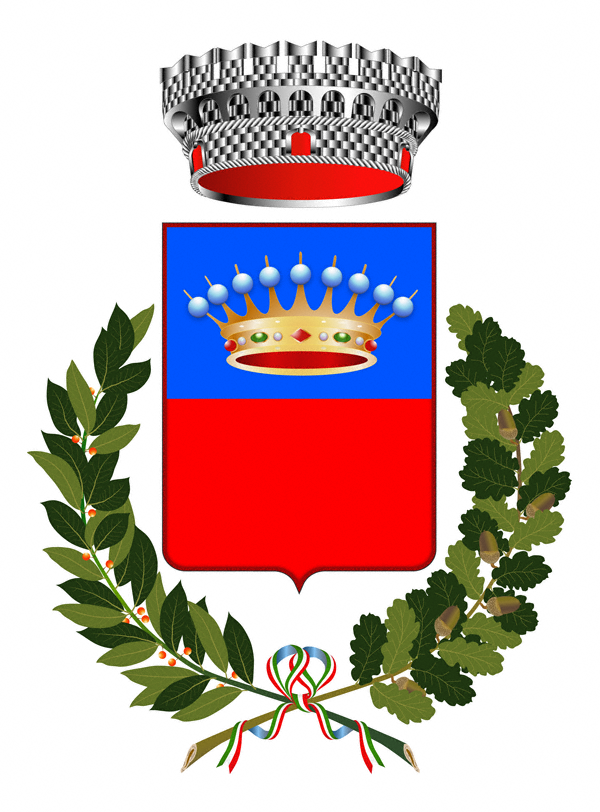
Albonese
Albuzzano
Arena Po
Badia Pavese
Bagnaria
Barbianello
Bascapè
Bastida Pancarana
Bastida de’ Dossi
Battuda
Belgioioso
Bereguardo
Borgarello
Borgo Priolo
Borgo San Siro
Borgoratto Mormorolo
Bornasco
Bosnasco
Brallo di Pregola
Breme
Bressana Bottarone
Broni
Calvignano
Campospinoso Albaredo
Candia Lomellina
Canneto Pavese
Carbonara al Ticino
Casanova Lonati
Casatisma
Casei Gerola
Casorate Primo
Cassolnovo
Castana
Casteggio
Castelletto di Branduzzo
Castello d’Agogna
Castelnovetto
Cava Manara
Cecima
Ceranova
Ceretto Lomellina
Cergnago
Certosa di Pavia
Cervesina
Chignolo Po
Cigognola
Cilavegna
Codevilla
Confienza
Copiano
Corana
Cornale
Corteolona
Corvino San Quirico
Costa de’ Nobili
Cozzo
Cura Carpignano
Dorno
Ferrera Erbognone
Filighera
Fortunago
Frascarolo
Galliavola
Gambarana
Gambolò
Genzone
Gerenzago
Giussago
Godiasco
Golferenzo
Gravellona Lomellina
Gropello Cairoli
Inverno e Monteleone
Landriano
Langosco
Lardirago
Linarolo
Lirio
Lomello
Lungavilla
Magherno
Marcignago
Marzano
Mede
Menconico
Mezzana Bigli
Mezzana Rabattone
Mezzanino
Miradolo Terme
Montalto Pavese
Montebello della Battaglia
Montecalvo Versiggia
Montescano
Montesegale
Monticelli Pavese
Montù Beccaria
Mornico Losana
Mortara
Nicorvo
Olevano di Lomellina
Oliva Gessi
Ottobiano
Palestro
Pancarana
Parona
Pietra de’ Giorgi
Pieve Albignola
Pieve Porto Morone
Pieve del Cairo
Pinarolo Po
Pizzale
Ponte Nizza
Portalbera
Rea
Redavalle
Retorbido
Rivanazzano Terme
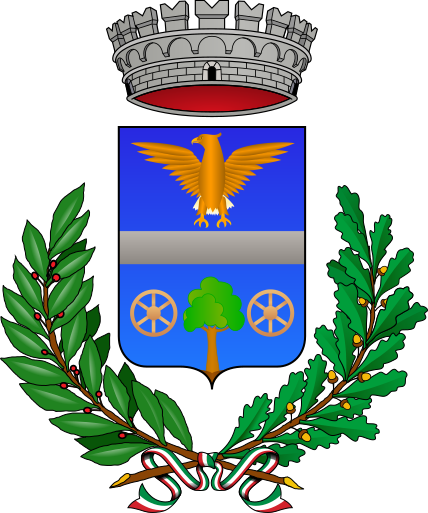
Robbio
Robecco Pavese
Rocca Susella
Rocca de’ Giorgi
Rognano
Romagnese
Roncaro
Rosasco
Rovescala
Ruino
San Cipriano Po
San Damiano al Colle
San Genesio ed Uniti
San Giorgio di Lomellina
San Martino Siccomario
San Zenone al Po
Sannazzaro de’ Burgondi
Sant’Alessio con Vialone
Sant’Angelo Lomellina
Santa Cristina e Bissone
Santa Giuletta
Santa Margherita di Staffora
Santa Maria della Versa
Sartirana Lomellina
Scaldasole
Semiana
Silvano Pietra
Siziano
Sommo
Spessa
Stradella
Suardi
Torrazza Coste
Torre Beretti e Castellaro
Torre d’Arese
Torre d’Isola
Torre de’ Negri
Torrevecchia Pia
Torricella Verzate
Travacò Siccomario
Trivolzio
Tromello
Trovo
Val di Nizza
Valeggio
Valle Lomellina
Valle Salimbene
Valverde
Varzi
Velezzo Lomellina
Vellezzo Bellini
Verretto
Verrua Po
Vidigulfo
Villa Biscossi
Villanova d’Ardenghi
Villanterio
Vistarino
Voghera
Volpara
Zavattarello
Zeccone
Zeme
Zenevredo
Zerbo
Zerbolò
Zinasco